# Берглинг, Стиг
Стиг Сва́нте Эуге́н Бе́рглинг (швед. Stig Svante Eugen Bergling), позже Эуген Сандберг (швед. Eugén Sandberg) и Стиг Сюдхольт (швед. Stig Sydholt; 1 марта 1937, Стокгольм — 24 января 2015, там же) — сотрудник шведской службы государственной безопасности СЭПО, работавший на СССР. В 1979 году был арестован в Израиле, в том же году осуждён в Швеции пожизненно за шпионаж.

## Биография
Отец, выходец из богатой семьи в Сале, был инженером и работал в страховой компании в сфере страхования жизни. Мать, была строго религиозно воспитана и работала секретарём во время воспитания Стига и его младшей сестры. Берглинг учился в частных школах, в 1957 проходил военную службу береговым охранником в полку береговой артиллерии Ваксхольма.
В 1958 году начал работать полицейским (одновременно и в одном участке с Торе Форсбергом, который стал главой шведской контрразведки, а позже занимался разоблачением Берглинга). Через какое-то время перешёл в радиополицию, а затем  в Управление по делам иностранцев. Проработав 10 лет полицейским, он в 1969 подал заявление и был принят на работу в СЭПО, Шведскую службу безопасности, работал в Бюро II, разведывательном подразделении СЭПО, которое занималось контрразведкой против Советского Союза.
В 1971 году начал работать в отделе безопасности штаба обороны вооружённых сил Швеции. Участвовал в работе по картированию деятельности российских дипломатов в Швеции.
Параллельно с работой на родине несколько раз служил в различных миротворческих батальонах ООН по всему миру. В 1968 находился на Кипре в должности начальника военной полиции. С ноября 1972 работал на Ближнем Востоке в качестве наблюдателя ООН, сначала в Израиле, а в следующем году в Ливане.

## Шпионаж и арест

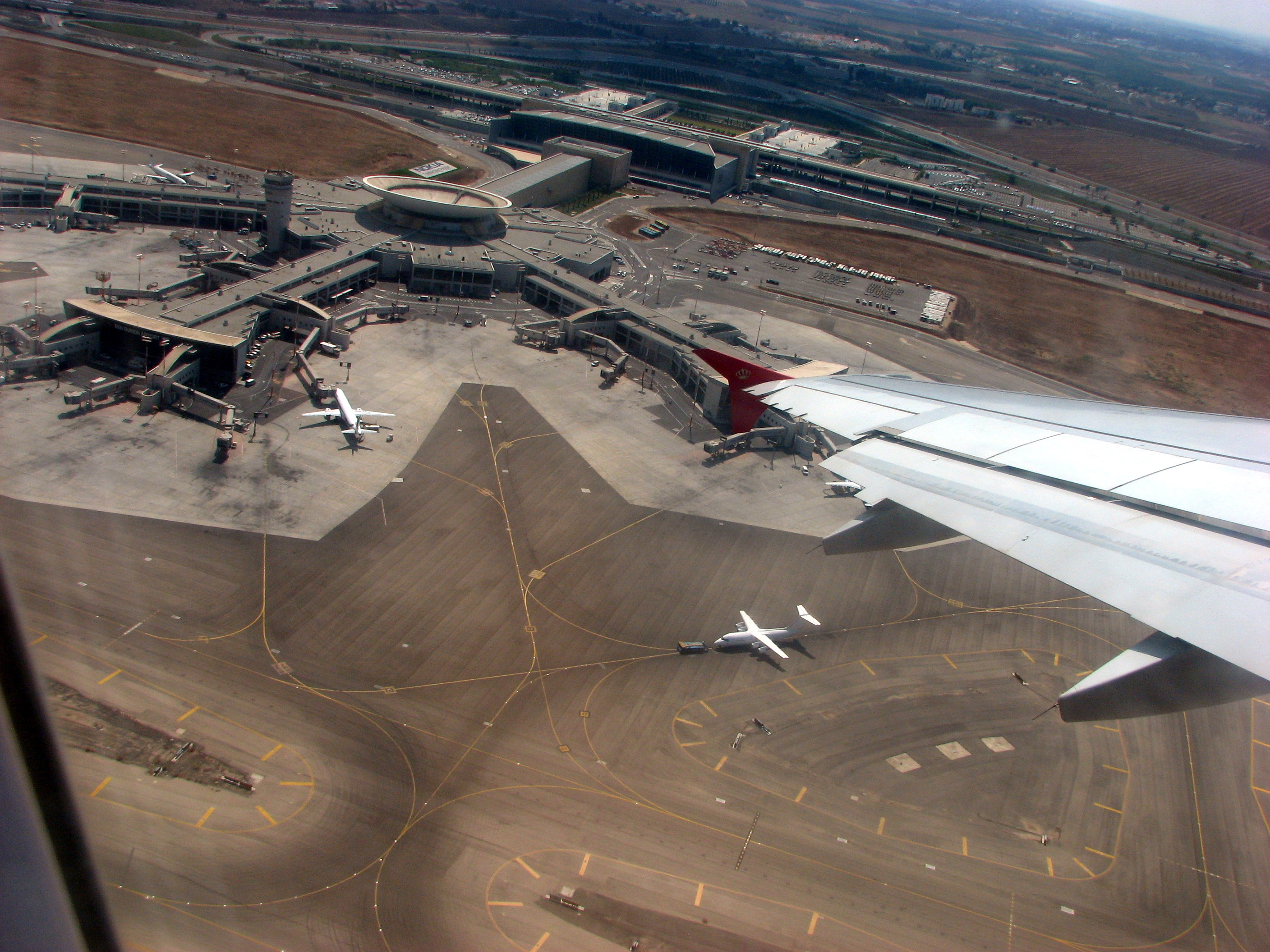
Аэропорт Бен-Гурион

Во время миссии в Ливане в 1973 вышел на контакт с советской разведкой и передал материалы (совершенно секретный список шведских оборонительных сооружений, береговых артиллерийских укреплений и мобилизационных складов) в ГРУ. После возвращения на родину в 1975 на прежнее место продолжил заниматься шпионажем, предоставляя информацию об операциях СЭПО в Швеции. В СЭПО вскоре обнаружили утечку информации (в частности, благодаря сведениям, полученным от Олега Гордиевского и переданным через британскую MI-6). С 1977 вновь служил в миротворческих силах на Ближнем Востоке. Был арестован в Израиле 20 марта 1979 в аэропорту Бен-Гурион и передан Швеции. 7 декабря того же года был признан виновным и приговорен к пожизненному заключению за государственную измену. В целом он заработал на своём шпионаже 67000 шведских крон.
После приговора был подвергнут строжайшей изоляции из соображений национальной безопасности, содержался в одиночной камере 39 месяцев.
12 июня 1980 его предложили обменять на Рауля Валленберга, но Советский Союз вновь подтвердил, что тот давно умер в заключении. В июле 1985 и августе 1987 правительство отклоняло его просьбы о помиловании.

## Побег из тюрьмы
За время, проведённое в тюрьме, он изменил фамилию на Стиг Сванте Эуген Сандберг. 6 октября 1987 во время полусуточного отпуска из исправительного учреждения в Норрчёпинге и свидания с женой им обоим удалось бежать. Из Ринкебю, где жила Элизабет, через Аландские острова (где предупредили о себе в советском консульстве в Мариехамне) они добрались до Хельсинки, где Берглинг пришёл в советское посольство и вскоре получил право на проживание в СССР. Побег привёл к отставке ряда должностных лиц, включая министра юстиции Швеции Стена Викбома.

## Дальнейшая жизнь

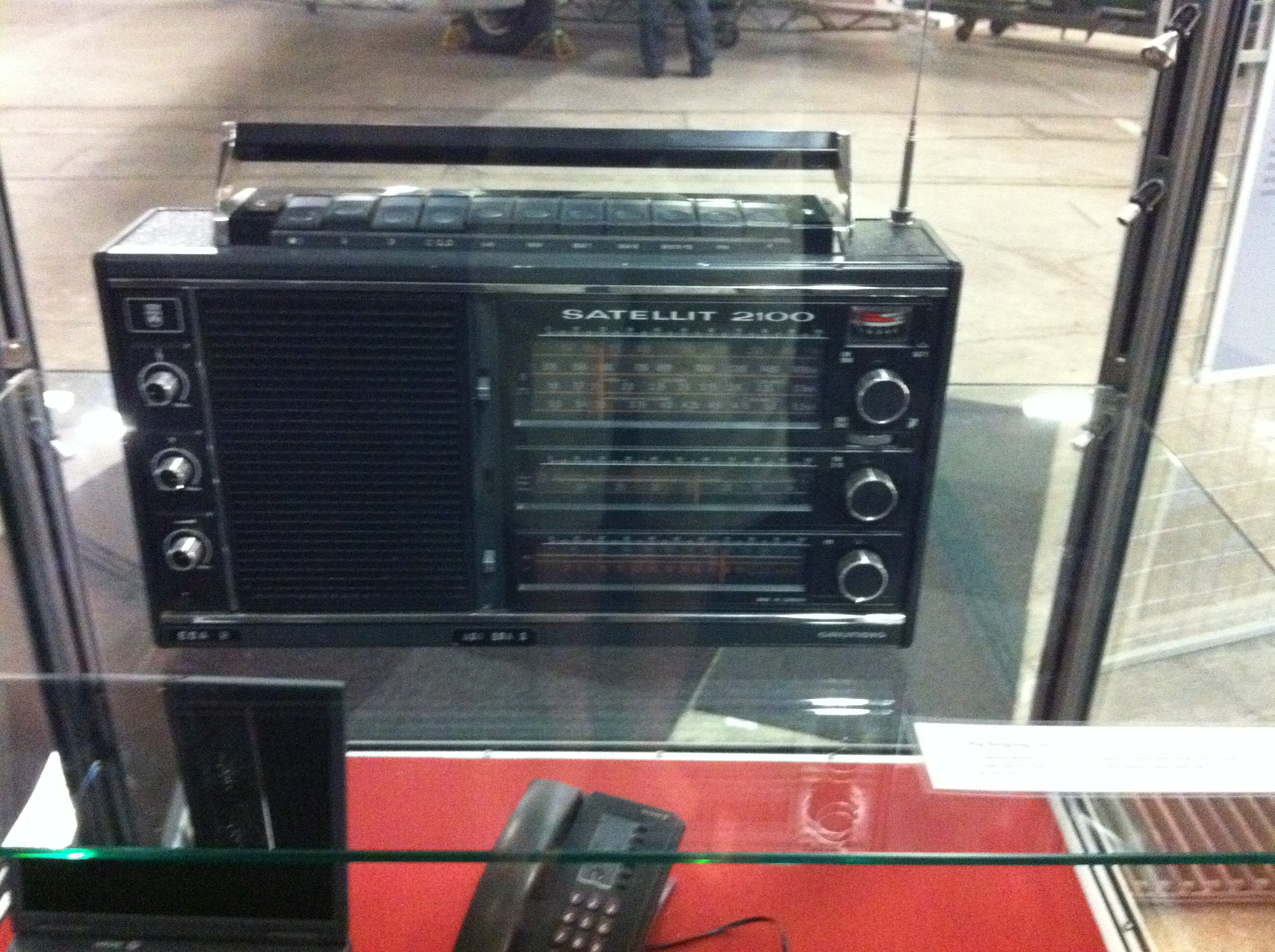
КВ-радиоприёмник Grundig Satellite 2100 Стига Берглинга в музее Aeroseum

Под псевдонимами Ивар и Элизабет Штраус они проживали какое-то время в Москве, в 1988–1989 годах в Венгрии и снова в Москве. Осенью 1990 они уехали в Ливан, где Стиг был советником по безопасности Валида Джумблата, лидера Прогрессивно-социалистической партии, под именем британского сельскохозяйственного инженера Рональда Аби.
В августе 1994 пара добровольно вернулась в Швецию, где Берглинг провёл ещё три года в тюрьме вплоть до условно-досрочного освобождения в июле 1997.
Летом 2006 года вступил в Левую партию Швеции, но уже в сентябре того же года покинул её ряды, разочаровавшись в результатах, показанных партией на выборах (представительство в риксдаге сократилось с 22 до 8 мест).
Начиная с 1992 страдал тяжёлой формой болезни Паркинсона, последние годы жизни передвигался в инвалидной коляске. С октября 2012 жил в доме престарелых.
Умер 24 января 2015 года в Стокгольме.

## Личная жизнь
- 1-я жена — Марианна Ринман (1941—2009) в 1961—1965
- 2-я жена — Кюлликки Кюйрё (род. 1934) в 1965—1973
- 3-я жена — Элизабет Шёгрен[швед.] (1940—1997) в 1986—1997
- 4-я жена — Хелена Смейко (Элизабет Робертссон) (род. 1955) в 1998—2002 и 2003—2004), полька.

Сын усыновлён вторым мужем Элизабет Робертссон.